# 1984년 하계 올림픽 다이빙
제23회 하계 올림픽 다이빙 경기는 1984년 미국 로스앤젤레스에서 열렸다.